# 叶少毅

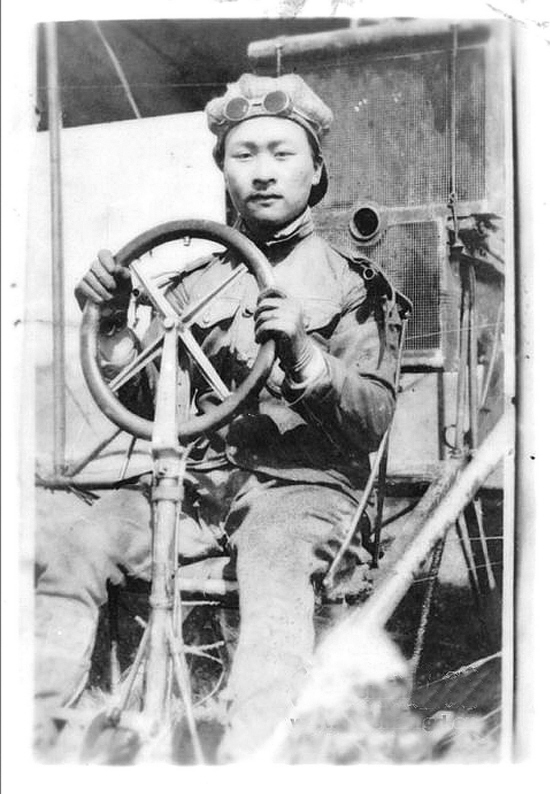
叶少毅照片

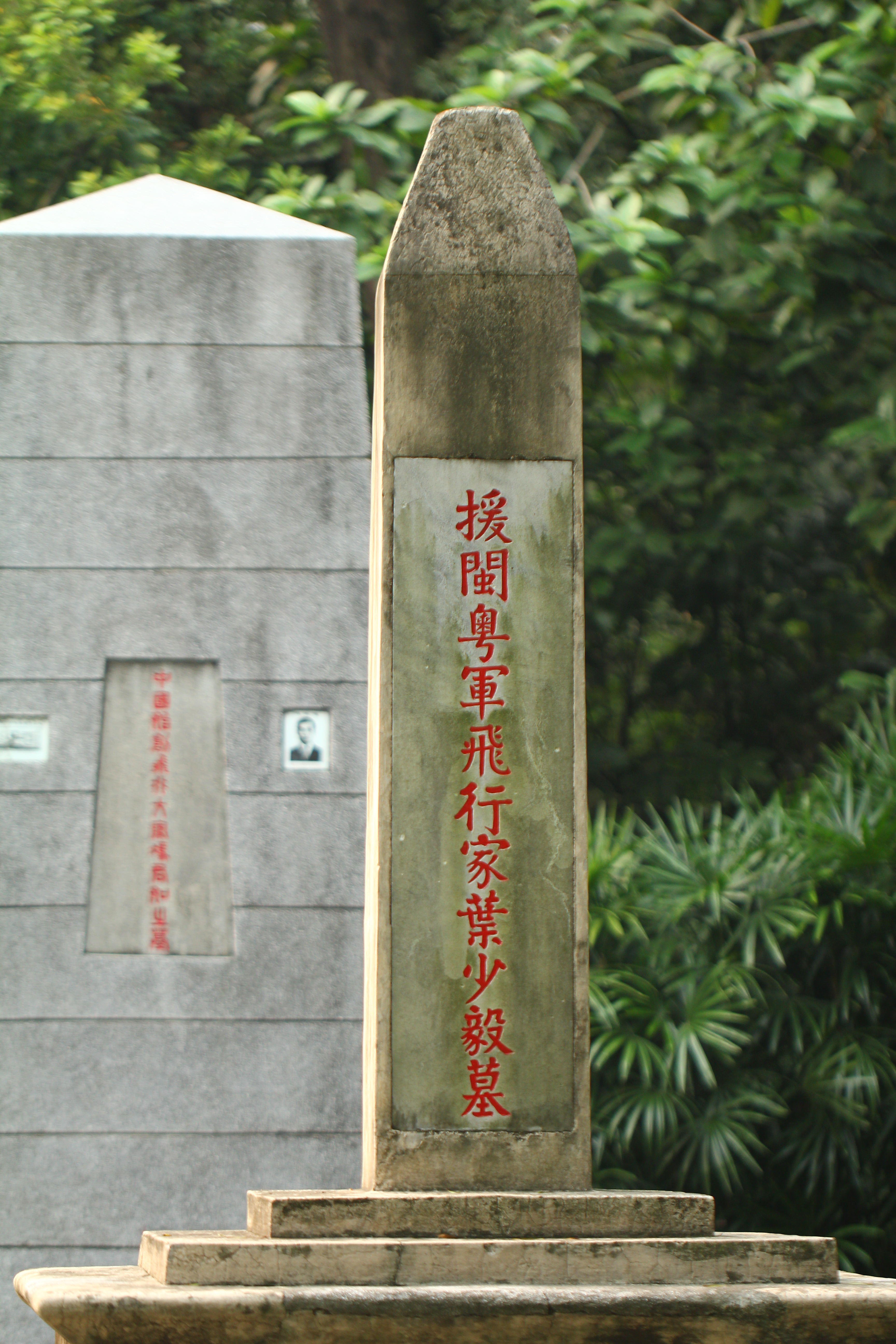
援閩粵軍飛行家葉少毅墓

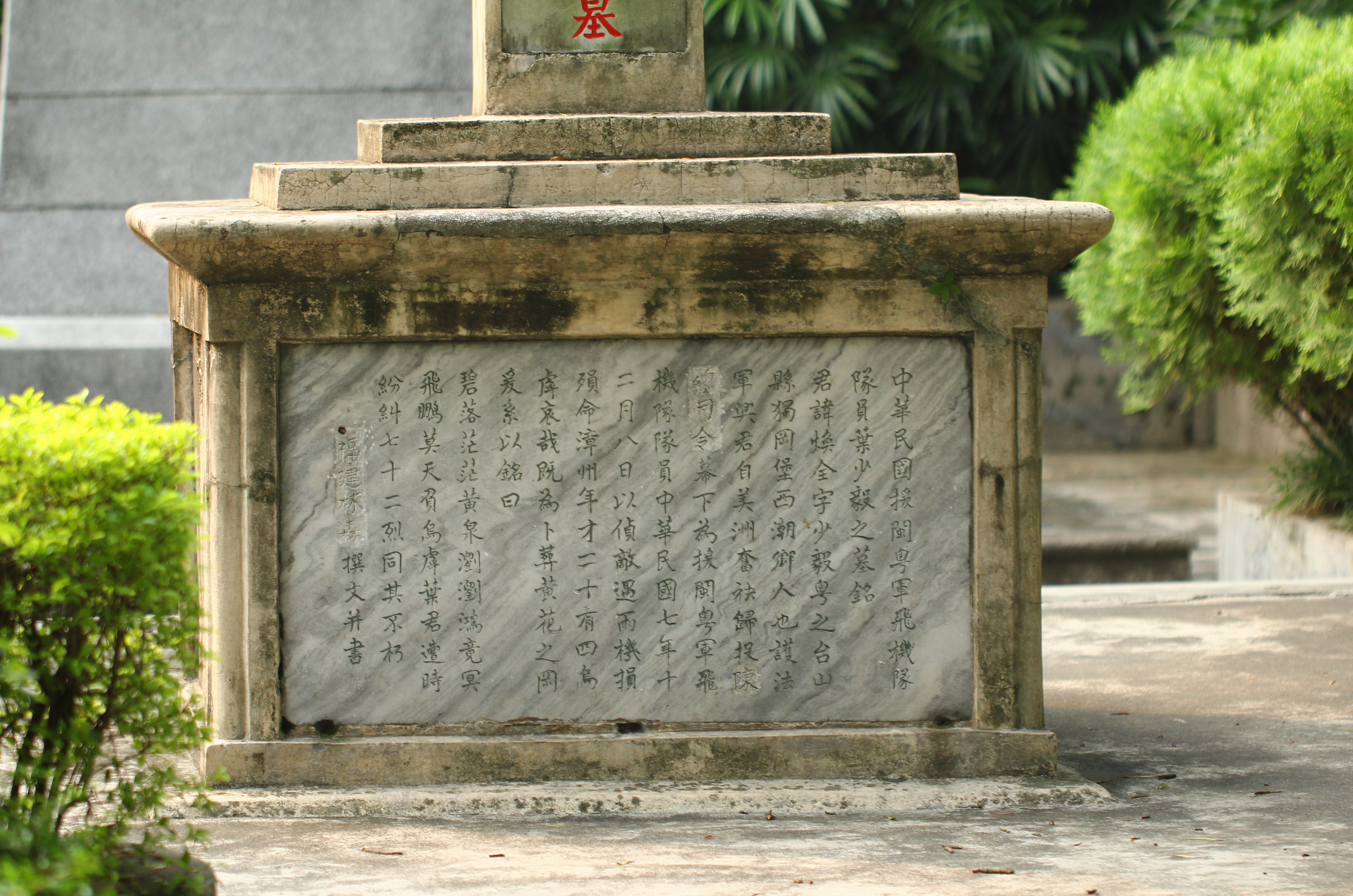
援閩粵軍飛機隊隊員葉少毅之墓銘，林森撰文並書，位於黃花崗七十二烈士墓。

叶少毅（1895年—1919年），中国广东台山县（今江门市台山市）人，援闽粤军飞行员。

## 生平
1915年，叶少毅进入由中国国民党美洲总支部创办的美洲飞行学校学习，1917年毕业并回国。
1919年6月，中華民國援闽粤军成立飞行队，叶少毅成为第一批飞行员。一个月后，在漳州执行侦察任务时，因遭遇暴雨，飞机失事，叶少毅不幸牺牲。叶少毅牺牲以后，他的遗体被安葬于黄花岗七十二烈士墓园。